# گوگنه
گوگنه (به لاتین: Gugny) یک روستا در لهستان است که در گمینا تژچیاننه واقع شده‌است.